# Cerveau et langue des signes
La pratique de la langue des signes active certaines zones dans le cerveau. Il existe un consensus scientifique que la langue des signes active surtout l'hémisphère gauche du cerveau, mais le rôle de l'hémisphère droit est encore débattu. De récentes études ont montré que l'hémisphère droit jouerait un rôle dans l'élaboration de phrases, mais c'est encore débattu. 
Un autre axe de recherche est la différence entre les parties du cerveau requises pour le langage parlé et pour la langue des signes. 

## Langage et hémisphère gauche
En ce qui concerne les régions du cerveau activées lors de l’utilisation de la langue des signes, les études sont unanimes sur un fait : l’hémisphère gauche est autant activé dans le langage oral que signé. Ces régions comprennent le gyrus frontal inférieur (incluant Broca et l’insula), le sulcus précentral, les régions corticales temporales supérieures, le sulcus temporal supérieur postérieur, le gyrus angulaire et le gyrus supramarginal. Les preuves ne sont plus à faire concernant l’hémisphère gauche car de nombreuses études de lésions ont démontré son rôle actif dans le langage signé. 

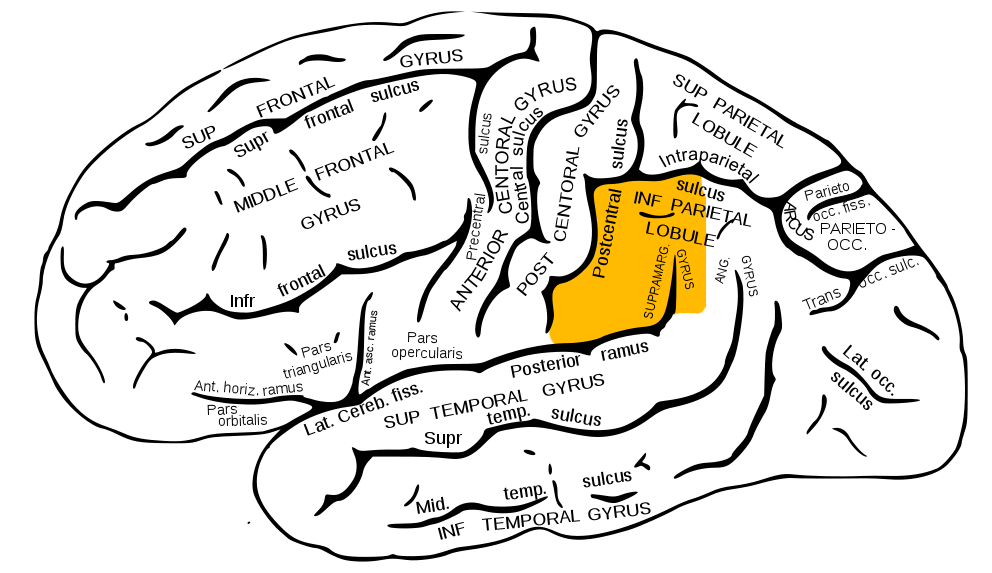

## Langage signé et hémisphère droit
La question de recherche principale à ce jour demeure le rôle que joue l’hémisphère droit dans la langue des signes. Des études récentes ont permis de constater une activation significative de l’HD, soit le lobe temporal supérieur, inférieur et frontal ainsi que les régions postérieures-pariétales, lors de tâches d’élaboration de phrases. Ceci suscite encore beaucoup de débats, car d’autres études ont démontré que l’activation des lobes temporaux supérieurs serait aussi présente dans le langage parlé et ne serait donc pas spécifique à la langue des signes. Le rôle précis de l’HD dans la langue des signes est donc encore inconnu.

## Principale différence entre la langue des signes et parlé
La principale différence découverte entre les deux langues ne se trouve pas dans la région périsylvienne gauche mais dans les régions spécialisées dans les différentes modalités. En effet, le cortex auditif dans le lobe temporal supérieur est plus activé dans le langage parlé, alors que le cortex visuel (dans les régions postérieures et inférieures du lobe temporal et dans les régions occipitales) est plus activé par la langue des signes,.

## Étude menée sur la langue des signes américaine
Une étude a été menée [Quand ?] par Emmorey, sur la production d’un mot en anglais et d’un mot signé en langue des signes américaine (ASL). Le but de cette étude est de découvrir les régions actives dans le cerveau lors de la production d’un signe par rapport à la production d'un mot. Les participants sont divisés en deux groupes. Le premier groupe est constitué de personnes sourdes qui signent en ASL, 14 femmes et 15 hommes, tous entre 20 et 38 ans. La main dominante des signeurs est la main droite. Le deuxième groupe est constitué de 64 locuteurs unilingues anglophones, 35 femmes et 29 hommes entre 20 et 54 ans. Tous les participants de ce groupe sont droitiers et ont une audition complètement normale. Durant l’expérimentation, les participants devaient identifier les images qu’on leur montrait, soit en signant, soit en prononçant à haute voix ce que représentait l’image. Il y avait trois catégories d’images : des animaux, des outils et des ustensiles. 

### Résultats: ASL et anglais oral (régions communes)
La langue des signes américaine et l’anglais ont plusieurs régions activées en commun dans le cerveau. Il y a le gyrus frontal inférieur gauche, qui est une portion antérieure de l’aire de Broca. Cette région serait impliquée dans le processus d’accès lexical, tout comme le cortex temporal médian gauche. De plus, la zone de transition occipito-temporale gauche serait activée pour les deux langues. L’activation de cette région démontre qu’elle serait impliquée dans le processus d’attention visuelle et dans celui de recherche du mouvement oculaire qui est requis lors de la tâche de reconnaissance d’image.  

### Résultats de l'étude: ASL (régions spécifiques)
L’étude démontre que deux régions sont davantage activées chez les personnes sourdes. Ces deux régions se situent dans le lobe pariétal gauche, qui est impliqué dans les paramètres de modalités spécifiques (configuration[pas clair] de la main, mouvement, orientation de la main). Premièrement, il y a l’activation au sein du gyrus supramarginal gauche qui reflète un assemblage phonologique et d’encodage en ASL, soit par exemple la sélection de la configuration de la main et du lieu d’articulation. Deuxièmement, l’activation du lobule pariétal gauche reflète le contrôle proprioceptif de la production manuelle et brachiale, c’est-à-dire de la main et du bras.   

### Résultats de l’étude: L’anglais oral (régions spécifiques)
Chez les participants anglophones, les chercheurs n’ont pas trouvé une activation du cerveau plus spécifique à l’anglais parlé qu’à l’ASL.

## Débats et théories au sujet de l’hémisphère droit
Bien que le langage des signes soit fortement latéralisé dans l’hémisphère gauche, les chercheurs s’interrogent encore au sujet du rôle de l’hémisphère droit, qui pourrait être beaucoup plus activé dans le langage des signes que dans le langage parlé. Premièrement, il est prouvé que l’HD est dominant pour les habiletés requérant des processus visuo-spatiaux, ce qui est le cas du langage des signes. Il pourrait alors requérir plus d’activation de l’HD. De plus l’HD est dominant dans le jugement des communications sociales, incluant les expressions faciales et les émotions, qui sont fortement utilisées par les sourds comme décodage du langage. Ces points sont des raisons de croire en un rôle plus important de l’HD chez les signeurs.
De plus, quelques faits dans les expérimentations aspirent à douter des résultats.[pas clair] Tout d’abord, les sujets des études sont principalement tous signeurs de la main droite (donc plus latéralisés dans l’HG). Deuxièmement, les études se penchent plus sur les études de lésions de l’HG que droite. De surcroît, un débat concernant une modalité est en jeu. Peut-on considérer l’utilisation spatiale comme un élément linguistique au même titre que la configuration des mains (morphologie) ?